# Jacob Herman Bing

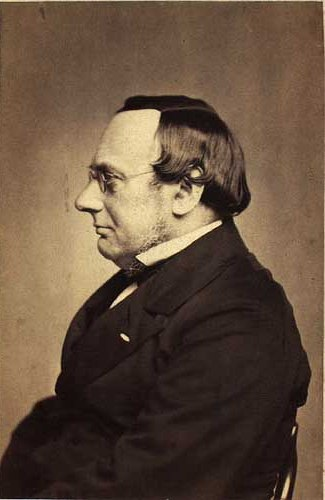
Jacob Herman Bing

Jacob Herman Bing (* 26. Juni 1811 in Kopenhagen; † 20. Juni 1896 ebenda) war ein dänischer Verleger und Unternehmer.
Jacob Herman Bing übernahm nach dem Tode seines Vaters Heiman Jacob Bing 1844 den väterlichen Buch- und Papierhandel. Unter anderem veröffentlichte er mit Den store Bastian die dänische Ausgabe des Struwelpeters von Heinrich Hoffmann. Mit seinem älteren Bruder Meyer Herman Bing und dem Bildhauer Frederik Vilhelm Grøndahl gründete er am 19. April 1853 die Porzellanfabrik Bing & Grøndahl in Kopenhagen, in deren Vorstand er bis 1895 tätig war.
Er war mit Henriette Simonsen verheiratet und hatte mit ihr die Söhne Ludvig Carl (* 1847, † 1885), Harald Jacob (* 1848, † 1924), der 1895 die Führung von Bing & Grøndahl übernahm, und Anton (* 1849, † 1936).
Er liegt auf dem Jüdischen Nordfriedhof (Mosaisk Nordre Begravelsesplads) im Kopenhagener Stadtteil Nørrebro begraben.